# Siegmund Brauner
 Siegmund Brauner (* 23. März 1934 in Burkartshain; † 24. August 2021) war ein deutscher Afrikanist (Sprachwissenschaftler).

## Leben
Siegmund Brauner besuchte die Volksschule in Nerchau, Kreis Grimma und danach die Goethe-Oberschule in Wurzen. Nach dem Abitur 1952 folgte das Studium der Slawistik, Baltistik sowie Pädagogik an der Philosophischen Fakultät der Karl-Marx-Universität Leipzig. Mit der Universitätsabschlussprüfung vom 11. Juli 1956 für das Lehramt an der Oberstufe im Hauptfach Russisch sowie in den Nebenfächern Bulgarisch und Litauisch erwarb Siegmund Brauner die Graduierung eines Diplomphilologen.
Nach dem Schuldienst als Lehrer an der Polytechnischen Oberschule in Beucha erhielt er im Frühjahrssemester 1958 einen Lehrauftrag für Russische Sprache an der Abteilung Russische Sprache an der KMU Leipzig.
1962 wurde Siegmund Brauner nach einem Zusatzstudium bei Dmitri Alexejewitsch Olderogge am Lehrstuhl für Afrikanistik der Staatlichen Shdanow-Universität Leningrad mit der Wahrnehmung einer Dozentur für Afrikanische Sprachen und Literaturen am Afrika-Institut der Universität Leipzig beauftragt. Der Tätigkeit von 1968 bis 1970 als Leiter des Kulturzentrums der DDR in der Republik Guinea und ständiger Delegat der Liga für Völkerfreundschaft der DDR für Westafrika mit Sitz in Conakry folgte 1971 die Berufung als Hochschuldozent und schließlich am 1. September 1973 zum Professor für Afrikanische Sprachen am Lehr- und Forschungsbereich Afrika der Sektion Afrika- und Nahostwissenschaften an der Universität Leipzig. Von 1979 bis 1982 lehrte er als Gastprofessor für Kiswahili an der Universität Dar es Salaam (Tansania). Nach der selbst gewünschten Beendigung seiner Tätigkeit als Hochschullehrer an der Universität Leipzig war Brauner ab 1993 vorwiegend freischaffend in wissenschaftlichen Einrichtungen des In- und Auslandes in Lehre und Forschung aktiv.

## Qualifikationen
- Promotion zum Dr. phil. am 18. Juni 1960 an der Philosophischen Fakultät der Universität Leipzig.
- Habilitation zum Dr. phil. habil. am 30. September 1968 an der Philosophischen Fakultät der Universität Leipzig
- Facultas Docendi für das Fachgebiet Afrikanische Sprachen und Literaturen vom 1. Juni 1970.

## Mitgliedschaften/Funktionen
- 1962–1966 Mitglied des wissenschaftlichen Beirates für Asien-, Afrika- und Lateinamerikawissenschaften beim Staatssekretariat für das Hoch- und Fachschulwesen der DDR.
- 1962–1968 Leiter der Abteilung für Afrikanische Sprachen und Literaturen am Afrika-Institut der Universität Leipzig.
- 1962–1968 Mitglied und Sekretär des Nationalkomitees der Afrikanisten der DDR.
- 1965–1975 Mitglied der West African Linguistics Society.
- 1967–1968 Mitglied des Zentralen Rates für Asien-, Afrika- und Lateinamerikawissenschaften der DDR (ZENTRAAL) und Leiter der Arbeitsgruppe Sprachwissenschaft.
- 1967–1968 Mitglied des Wiss. Rates für die sprachwissenschaftliche Forschung der DDR beim Zentralinstitut für Sprachwissenschaft bei der Deutschen Akademie der Wissenschaften zu Berlin.
- 1968–1970 Ständiger Delegat der Liga für Völkerfreundschaft der DDR in Westafrika mit Sitz in Conakry (Guinea) zur Mitwirkungspflicht in Guinea, Nigeria, Sierra Leone, Senegal und Benin.
- 1968–1970 Leiter des Kulturzentrums der DDR in Guinea.
- 1971–1990 Leiter der Fachgruppe Sprachwissenschaft der Sektion Afrika- und Nahostwissenschaften(ANW)(alternierend).
- 1971–1990 Mitglied des Zentralen Rates für Asien-, Afrika- und Lateinamerikawissenschaften der DDR (ZENTRAAL) und Leiter der Arbeitsgruppe Sprachwissenschaft.
- 1971–1990 Mitglied der Redaktionskollegien der Zeitschrift Asien, Afrika und Lateinamerika und der Studien über Asien, Afrika und Lateinamerika des ZENTRAAL in der DDR.
- 1971–1992 Mitglied des Herausgebergremiums der Zeitschrift für Phonetik, Sprachwissenschaft u. Kommunikationsforschung.
- 1974–1979 Stellv. Vorsitzender des Wiss. Beirats für Asien-, Afrika- und Lateinamerikawissenschaften beim Ministerium für das Hoch- und Fachschulwesen der DDR.
- 1979–1990 Mitglied des Nationalkomitees für Asien-, Afrika- und Lateinamerikawissenschaften.
- 1979–1990 Mitglied des Nationalkomitees für Sprachwissenschaft bei der Akademie der Wissenschaften der DDR.
- 1984–1986 Leiter des Lehr- und Forschungsbereiches Afrika an der Sektion ANW der Universität Leipzig.
- 1985–1990 Mitglied des Rates für Sprachunterricht beim Ministerium für das Hoch- und Fachschulwesen der DDR.
- 1986–1991 Stellvertretender Direktor der Sektion Afrika- u. Nahostwissenschaften für Erziehung, Aus- und Weiterbildung (EAW).

## Publikationen
- mit Joseph Kasella Bantu: Lehrbuch des Swahili. (Lehrbücher für das Studium orientalischer und afrikanischer Sprachen; Bd. 8). VEB Verlag Enzyklopädie, Leipzig 1964, 1968 und 1973 (3. überarb. Aufl.)
- mit Michael Ashiwaju: Lehrbuch der Hausa-Sprache. (Lehrbücher für das Studium orientalischer und afrikanischer Sprachen; Bd. 10). VEB Verlag Enzyklopädie, Leipzig 1965; Max-Hueber-Verlag, München 1966.
- Lehrbuch des Bambara. VEB Verlag Enzyklopädie, Leipzig 1974.
- mit Irmtraud Herms: Lehrbuch des modernen Swahili. VEB Verlag Enzyklopädie, Leipzig 1979, 1982, 1986 und 1990 (4. Auflage)
- mit Natalja Venjaminovna Ochotina (Hrsg.): Studien zur nationalsprachlichen Entwicklung in Afrika. Soziolinguistische und sprachpolitische Probleme. Akademie-Verlag, Berlin 1982.
- (Hrsg.): Verkehrs- und Nationalsprachen in Afrika (mit 2 Karten). Akademie-Verlag, Berlin 1985.
- mit Samson Huni: Einführung ins Schona. (= Afrikawissenschaftliche Lehrbücher; Bd. 5). Rüdiger Köppe Verlag, Köln 1993.
- Afrikanistik in Leipzig. Bd. 1: 1895–1945. Rüdiger Köppe Verlag, Köln 1999.